# Ferrovie dello Stato Italiane
A Ferrovie dello Stato (FS) (em português): Estrade-de-ferro do Estado é a mais importante companhia ferroviária italiana. Foi fundada em 1905.
Em 12 de agosto de 1992, por decisão da Comissão Interministerial de Planejamento Econômico (CIPE), a FS foi transformada de uma empresa pública em sociedade anônima de propriedade total do Estado através do Ministério da Economia e das Finanças.